# Jüdische Volkszeitung
Die Jüdische Volkszeitung war eine deutschsprachige jüdische Wochenzeitung, die von 1896 bis 1923 in Breslau im Deutschen Kaiserreich und später in der Weimarer Republik erschienen ist. Das von Louis Neustadt herausgegebene Blatt, bis 1913 unter dem Titel Jüdisches Volksblatt erschienen, war der Vorgänger der Jüdischen Zeitung für Ostdeutschland (1924–1931). Publiziert wurden Nachrichten zum Leben jüdischer Gemeinden sowie zu politischen Fragen im deutschsprachigen Raum, als auch literarische und wissenschaftliche Beiträge sowie Berichte und Anzeigen. Ebenso wie ihr Nachfolgeblatt setzte sich auch die Jüdische Volkszeitung gegen antisemitische Umtriebe ein, die insbesondere nach der Niederlage im Ersten Weltkrieg weiter anwuchsen. Nach Kriegsende – Neustadt war im November 1918 verstorben – vertrat die Zeitung unter ihren neuen Herausgebern eine zionistische Position.

„In einer Zeit unerhörter politischer Spannung erscheint die "Jüdische Volkszeitung" in neuer Form, in neuem Geiste und unter neuer Leitung. Ihre jetzigen Herausgeber sind der Meinung, daß ein jüdisches Gemeinwesen, wie das unsere, Anspruch darauf hat, durch eine zielbewußte eigene Presse über all das unterrichtet zu werden, was das Judentum und die Juden angeht. Eine, wie bisher, hauptsächlich referierende "Unabhängigkeit" scheint uns nicht mehr am Platze zu sein. Wir halten es vielmehr für unsere Pflicht, Stellung zu nehmen zu allen Fragen und Problemen, welche die Gegenwart aufwirft und die Zukunft in noch höherem Maße in sich birgt.“